# Jastrzębie-Zdrój
Jastrzębie-Zdrój (uitspraak: [jaˈstʃɛmbʲɛ ˈzdruɪ̯], ong. jastsjembje zdroej; Duits: Bad Königsdorff-Jastrzemb) is een stad in het Poolse woiwodschap Silezië. Het is een stadsdistrict. De oppervlakte bedraagt 85,44 km², het inwonertal 96.009 (2005). De stad ligt 100 km ten westen van Krakau, ongeveer 30 km ten noordoosten van Ostrava in de onmiddellijke nabijheid van de Tsjechische grens.

## Partnersteden
- Havířov (Tsjechië)

## Geboren
- Kamil Glik (1988), voetballer
- Bartosz Łosiak (1992), beachvolleyballer